# Jamesbrittenia huillana
Jamesbrittenia huillana är en flenörtsväxtart som först beskrevs av Friedrich Ludwig Diels, och fick sitt nu gällande namn av O.M. Hilliard. Jamesbrittenia huillana ingår i släktet Jamesbrittenia och familjen flenörtsväxter. Inga underarter finns listade i Catalogue of Life.